# لونا (فیلم ۱۹۶۵)
«لونا» (روسی: Луна́) فیلمی در ژانر علمی–تخیلی است که در سال ۱۹۶۵ منتشر شد.